# 駐日ジャマイカ大使館
駐日ジャマイカ大使館（ちゅうにちジャマイカたいしかん、英語: Embassy of Jamaica in Japan）は、ジャマイカが日本の首都東京に設置している大使館である。

## 歴史
- 1962年8月6日、日本はジャマイカの独立と同時に承認[1]。
- 1964年3月17日、両国の外交関係が開設される[1]。
- 1990年、駐日ジャマイカ名誉領事館が設置される[1]。
- 1992年1月、名誉領事館が駐日ジャマイカ大使館に昇格する[1]。
- 1992年2月17日、駐日ジャマイカ大使館が開設される。初代大使はデリック・ヘヴン[2]。

## 所在地
| 日本語   | 〒106-0046 東京都港区元麻布二丁目13-1                                                         |
| 英語     | Moto Azubu 2-13-1, Minato-Ku, Tokyo 106-0046                                                  |
| アクセス | 東京メトロ南北線/都営地下鉄大江戸線麻布十番駅4番出口、もしくは東京メトロ日比谷線広尾駅3番出口 |

## 大使
2020年10月7日より、ショーナ＝ケイ・マリー・リチャーズが特命全権大使を務めている。

## ギャラリー

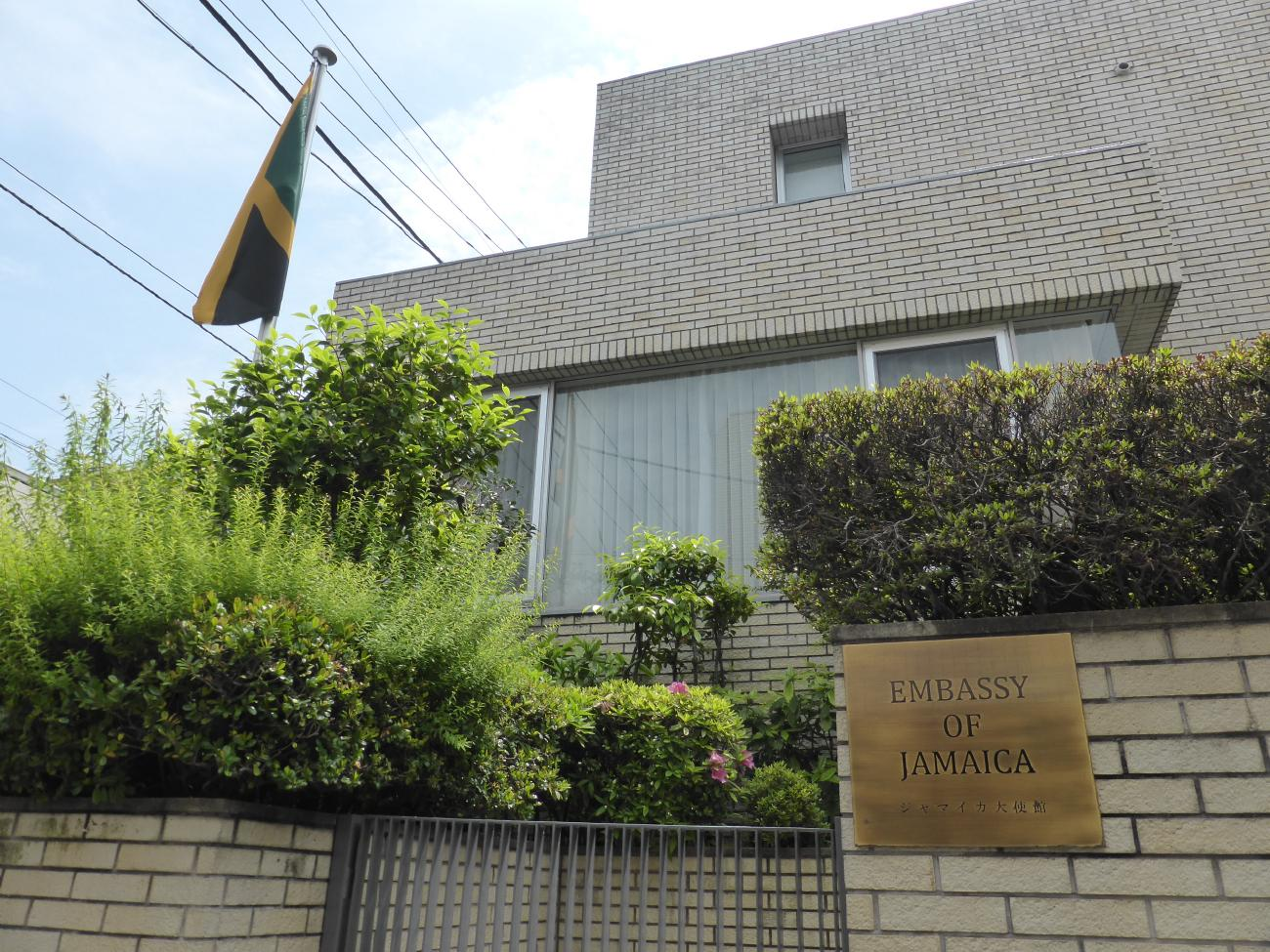
ジャマイカ大使館表札と国旗
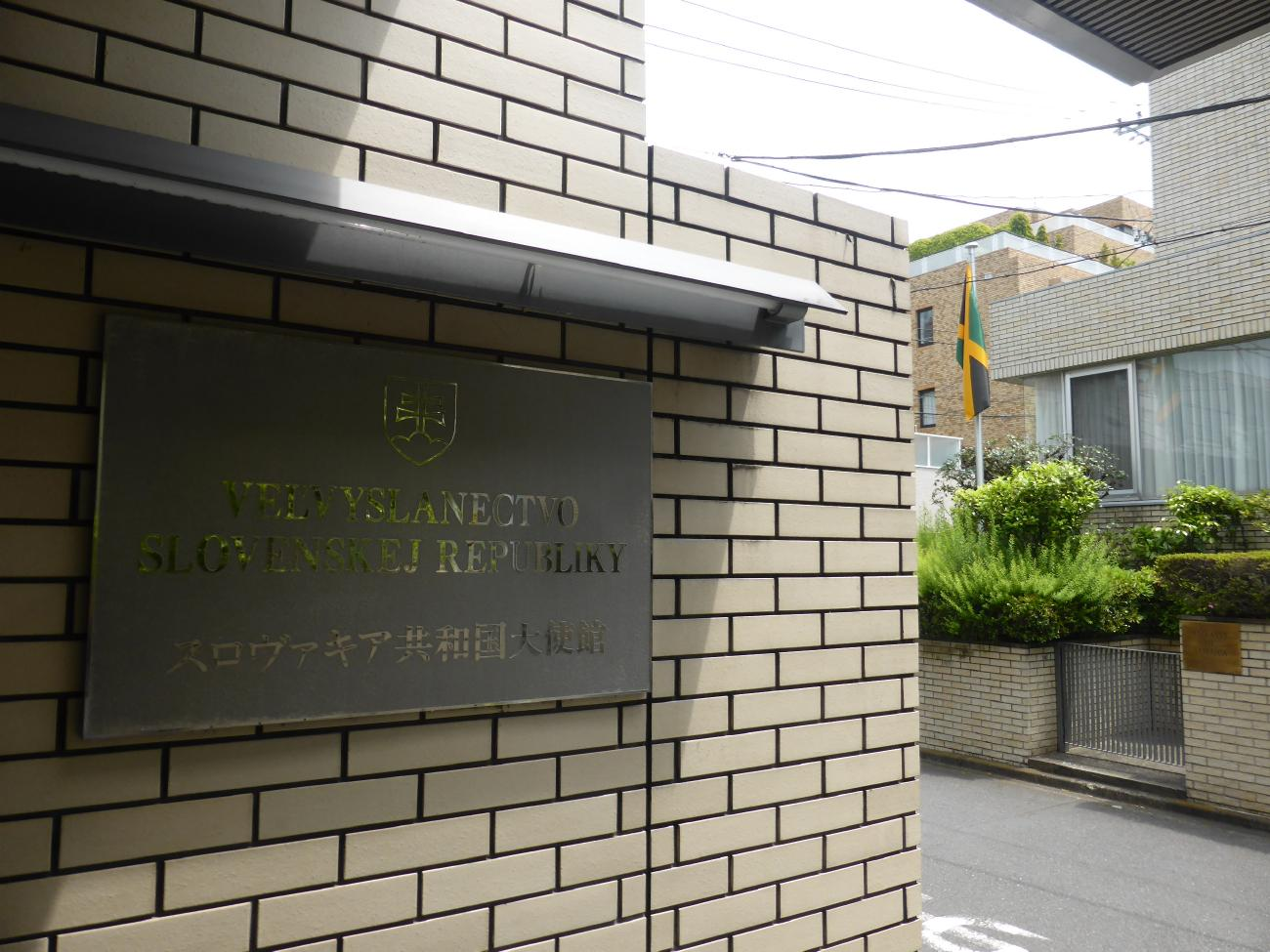
スロバキア大使館の正面にジャマイカ大使館が位置する